# Dark Clown
Dark Clown (Stitches) è un film commedia dell'orrore del 2012 co-scritto e diretto da Conor McMahon.

## Trama
Il pagliaccio Stitches si ritrova ad animare una terribile festa di compleanno di un bambino di dieci anni. Uno scherzo dei bambini si rivela mortale per il pagliaccio: ciò traumatizza il festeggiato, che negli anni successivi continua a rifiutarsi di prendere parte a feste, e gli altri presenti, che sviluppano delle problematiche di vario tipo nel corso dell'adolescenza. Durante il funerale di Stitches, Tommy ha inoltre assistito a un lugubre rito di alcuni pagliacci, secondo i quali Stitches sarebbe tornato prima o poi per "concludere la festa". Sei anni dopo, quando i migliori amici di Tommy lo convincono a organizzare una grossa festa per il suo sedicesimo compleanno, quanto preannunciato dai pagliacci diventa realtà: Stitches riemerge dalla sua tomba e inizia ad assassinare i suoi aguzzini uno dopo l'altro.

## Produzione
Il budget investito per la produzione del film ammonta a circa 2 milioni di euro, di cui 600 mila sono stati elargiti da un ente pubblico irlandese, l'Irish Film Board. Per il ruolo di Stitches il regista ha assunto lo stand-up comedian britannico Ross Noble, al suo debutto come attore cinematografico. Le riprese si sono tenute in Irlanda.

## Distribuzione
Il film è stato distribuito nei cinema irlandesi a partire dal settembre 2012, per poi approdare nei cinema britannici a partire dal 26 ottobre successivo. L'opera ha avuto inoltre una distribuzione limitata nelle sale statunitense. In Italia (Midnight factory) e Francia (Mad Movies) il film è stato distribuito con il titolo di Dark Clown. La Universal Pictures ha distribuito una versione home video tedesca con il titolo di "Stitches Böser Clown", mentre la Kaleidoscope Entertainment e la Signature Entertainment si sono occupate della distribuzione Home video inglese. Esiste anche una versione giapponese della pellicola di cui attualmente non si conosce la casa di produzione  

## Accoglienza

### Incassi
Il film è costato 2 milioni di dollari, incassandone tuttavia soltanto 63.555 mila dollari al botteghino, rivelandosi un flop.

### Critica
Sull'aggregatore Rotten Tomatoes il film riceve il 42% delle recensioni professionali positive con un voto medio di 5,4 su 10 basato su 24 recensioni.